# FC 알라이
알라이 오시는 오시를 연고로 하는 키르기스스탄의 축구단이다. 현재 키르기스스탄 프리미어리그에 참가하고 있다.

## 역사
1960년 창단 이후 1996년 디나모 오시와 병합하여 FC 디나모 알라이 오시가 되었으나 2002년 FC 알라이 오시로 다시 활동하게 되었다.

## 우승
- 키르기스스탄 프리미어리그: 2013, 2015, 2016, 2017
- 키르기스스탄컵: 2013, 2020

## 선수 명단

### 현역
참고: FIFA 자격 규정에 따라 소속된 국가대표팀 국기를 표시합니다. 선수는 복수의 FIFA 비회원국 국적을 가지고 있을 수 있습니다.
| 번호 | 포지션 | 국적 | 이름 |
| ---- | ------ | ---- | ---- |

| 번호 | 포지션 | 국적 | 이름 |
| ---- | ------ | ---- | ---- |